# أوريب سويموهاردجو
أوريب سويموهاردجو (بالإندونيسية: Oerip Soemohardjo)‏ (و. 1893 – 1948 م) هو ضابط، وضابط، وعسكري  إندونيسي، ولد في بوروريجو، بدأ مشواره المهني سنة 1914، ويحمل رتبة عسكرية فريق، توفي في يوغياكارتا، عن عمر يناهز 55 عاماً.

## مناصب
تولى منصب قائد القوات المسلحة الوطنية الإندونيسية
.

## الخدمة العسكرية
خدم في جيش.

## جوائز
حصل على جوائز منها:
- نجم جمهورية إندونيسيا في 1967
- بطل إندونيسيا الوطني في 10 ديسمبر 1964
- نجم ماهابوترا  [لغات أخرى]‏ في 1960
- Bintang Sakti  [لغات أخرى]‏ في 1959
- Officers' Cross  [لغات أخرى]‏ في 1929[3]